# 無敵!わんぱく
『無敵わんぱく』（むてき わんぱく）は、1968年4月9日から同年10月1日までTBS系列局で放送されていた時代劇である。朝日放送と山崎プロダクションの共同製作。全26話、モノクロ作品。放送時間は毎週火曜 18:00 - 18:30 （日本標準時）。

## 概要
戦国時代の孤児たちがさまざまな手段を講じ、自分たちの農場を狙う隣国の敵を追い払う様を描いた作品。前年まで日曜18:30枠で放送されていた『わんぱく砦』の続編にあたるが、本作にはたつまき竜之助は登場せず、伴藤左衛門が主役となった。

## サブタイトル
| 回     | 放送日  | サブタイトル           |
| ------ | ------- | ---------------------- |
| 1968年 |         |                        |
| 1      | 4月9日  | 赤とんぼ作戦           |
| 2      | 4月16日 | 新兵器作戦             |
| 3      | 4月23日 | 子だくさん作戦         |
| 4      | 4月30日 | どんとこい作戦         |
| 5      | 5月7日  | 奴隷解放作戦           |
| 6      | 5月14日 | 迷路作戦               |
| 7      | 5月21日 | 地上最大の作戦（前編） |
| 8      | 5月28日 | 地上最大の作戦（後編） |
| 9      | 6月4日  | 逃げろや逃げろ作戦     |
| 10     | 6月11日 | 仲直り作戦             |
| 11     | 6月18日 | 食いだおれ作戦         |
| 12     | 6月25日 | 大愛情作戦             |
| 13     | 7月2日  | ぬれぎぬ作戦           |
| 14     | 7月9日  | 脱出作戦               |
| 15     | 7月16日 | 空飛び作戦             |
| 16     | 7月23日 | ででんどろん作戦       |
| 17     | 7月30日 | のるかそるか作戦       |
| 18     | 8月6日  | 旅芝居大作戦           |
| 19     | 8月13日 | 名優大作戦             |
| 20     | 8月20日 | 天国よいとこ作戦       |
| 21     | 8月27日 | 地獄こわいとこ作戦     |
| 22     | 9月3日  | ハンター作戦           |
| 23     | 9月10日 | ゴリラ退治作戦         |
| 24     | 9月17日 | インチキ武芸者作戦     |
| 25     | 9月24日 | 新天地開拓作戦（前編） |
| 26     | 10月1日 | 新天地開拓作戦（後編） |

## 出演者
- 伴刀：二瓶康一
- 十杯：古川ロック
- ドロン：宇野正晃
- 学者：加島こうじ
- ベソ：加賀爪芳和
- 栗若：保積ペペ
- 丸之介：里井茂

## スタッフ
- 脚本：高橋二三
- 監督：作間芳郎、仲川利久
- 音楽：吉田栄治
- アニメ：アド・シャープ
- プロデューサー：作間芳郎、阿波孝守
- 制作：朝日放送、山崎プロ

## 主題歌
主題歌は中森孝子が唄う『無敵わんぱく』（作詞：わんぱくグループ、作曲：加納光記）。副主題歌は同じく中森孝子が唄う『わんぱくゴーゴー』。
この2曲を収録したレコードが大映レコードから発売された。ソノシートも朝日ソノラマから発売された。

## 参考資料
- テレビドラマデータベース[どれ?]